# Мітро-Аюповське
Мі́тро-Аю́повське (рос. Митро-Аюповское, башк. Митрәй-Әйүп) — село у складі Чекмагушівського району Башкортостану, Росія. Входить до складу Юмашевської сільської ради.
Населення — 457 осіб (2010; 460 у 2002).
Національний склад:
- башкири — 72 %
- татари — 26 %